# Chapelle des Pénitents d'Aniane
La chapelle des Pénitents Blancs est située à Aniane, dans l'Hérault.

## Description
La façade est inscrite aux monuments historiques par arrêté du 20 février 1950 puis la chapelle dans sa totalité par arrêté du 2 août 2010.

## Galerie d'images

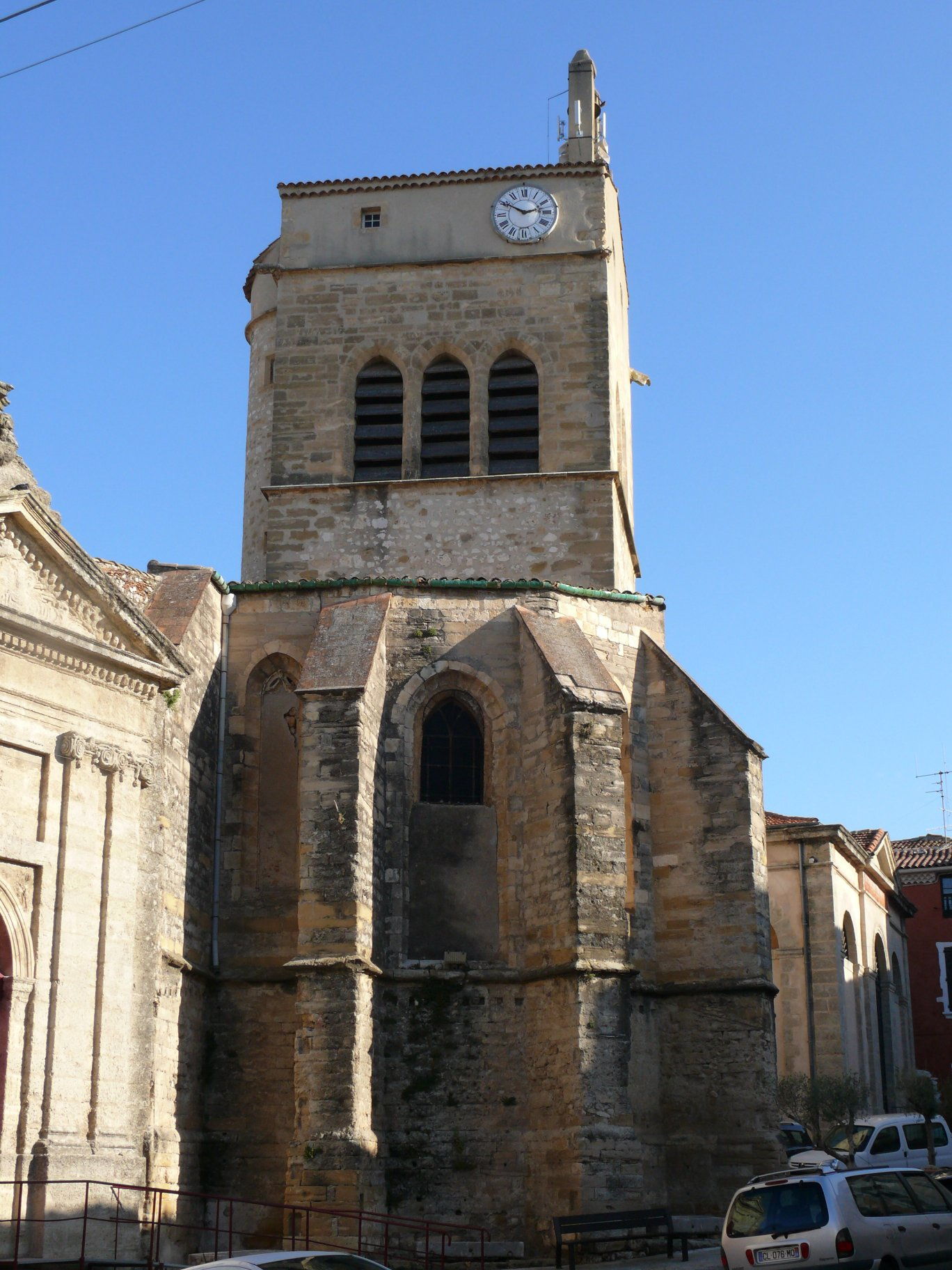
Le clocher
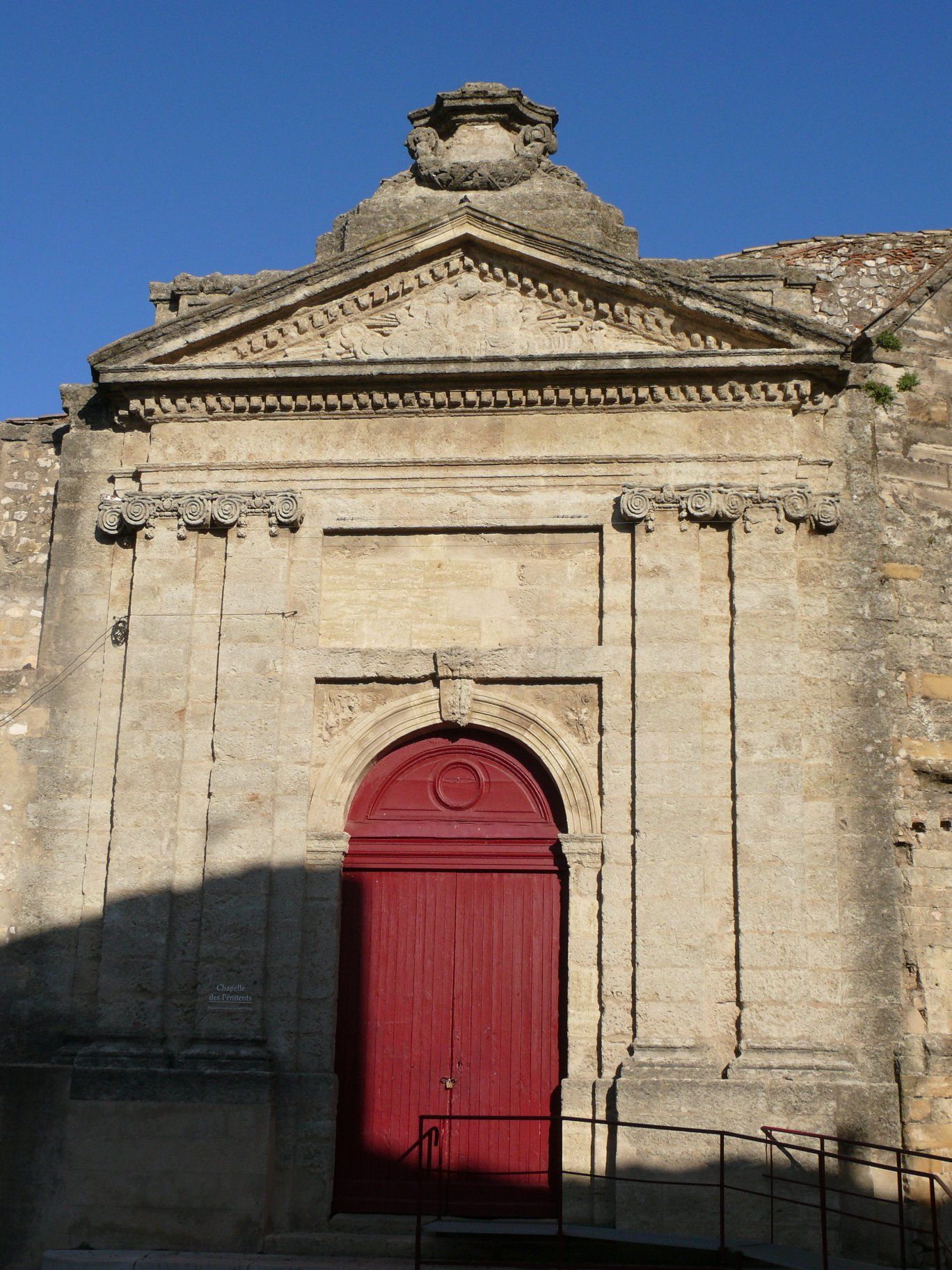
Le portail